# کیکو ایهارا
کیکو ایهارا (به ژاپنی: 井原 慶子)؛ زادهٔ ۴ ژوئیهٔ ۱۹۷۳) راننده مسابقه‌ای، و راننده خودروی مسابقه‌ای اهل ژاپن است.